# Daniel Abbott

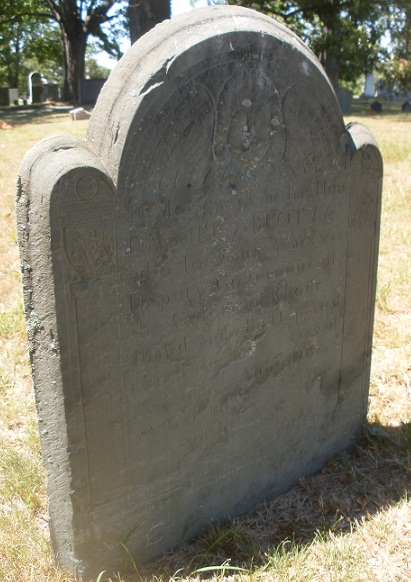
Grabstein von Daniel Abbott auf dem North Burial Ground in Providence

Daniel Abbott junior  (* 25. April 1682 in Providence, Colony of Rhode Island and Providence Plantations; † 7. November 1760 ebenda) war ein Vizegouverneur (Deputy Governor) der Colony of Rhode Island and Providence Plantations.

## Werdegang
Daniel Abbott junior, Sohn von Margaret White und Daniel Abbott, wurde während der Kolonialzeit im Providence County geboren. Seine Mutter war zuvor mit Thomas D. Walling verheiratet. Über die Jugendjahre von Daniel Abbott junior ist nichts bekannt. 1708 wurde er ein Freemen in Providence. Er war 1713 als Stadtschreiber in Providence tätig. Im selben Jahr wurde er Deputy – eine Position, welche er zahlreiche Male bis zu seinem Tod bekleidete. Abbott wurde 1720 Clerk in der Assembly. Er war von 1737 bis 1738 als Speaker im Abgeordnetenhaus tätig. Abbott wurde 1738 zum Vizegouverneur gewählt. Er hielt den Posten zwei aufeinanderfolgende einjährige Amtszeiten unter Gouverneur John Wanton.
Abbott und seine Ehefrau stifteten 1723 ein Grundstück in Providence für den Bau einer presbyterianischen oder kongregationalen Kirche. Zehn Jahre später wurde er und zwei andere durch die Assembly beauftragt ein neues Gefängnis in Providence zu errichten, welches die gleiche Größe haben sollte, wie das in North Kingstown (Kings County). Anfang 1740 erhielt er 20 Pfund Sterling für seine Zeit und Aufwand, welche er für die Überarbeitung und Erneuerung des Grenzverlaufs zwischen den Kolonien von Rhode Island und Connecticut aufgebracht hatte. Im selben Jahr saß er später in einem Ausschuss, welcher den Grenzverlauf zwischen den Kolonien von Rhode Island und Massachusetts festlegte. 1741 wurde er und zwei andere bestimmt, um einen Teil von Warwick auszugliedern und die Town Coventry zu gründen.
Er heiratete Mary Fenner, Tochter von Dinah Borden und Major Thomas Fenner. Seine Ehefrau verstarb am 7. Januar 1759. Das Paar hatte keine Kinder. Sein Vermögen fiel nach seinem Tod an die Angehörigen der Familie Fenner. Die Testamentsvollstrecker waren zwei zukünftige Vizegouverneure von Rhode Island: Jabez Bowen und Darius Sessions.
Daniel und Mary Abott wurden auf dem North Burial Ground in Providence beigesetzt.